# Neostethus lankesteri
Neostethus lankesteri är en fiskart som beskrevs av Regan, 1916. Neostethus lankesteri ingår i släktet Neostethus och familjen Phallostethidae. Inga underarter finns listade i Catalogue of Life.